# Distretto di Dadu
Il distretto di Dadu (in urdu: ضلع دادو) è un distretto del Sindh, in Pakistan, che ha come capoluogo Dadu. Nel 1998 possedeva una popolazione di 1.688.811 abitanti.